# Natrouranospinita
La natrouranospinita és un mineral de la classe dels fosfats, que pertany al grup de la meta-autunita. Va rebre el seu nom l'any 1957 per l'anàleg de sodi de la uranospinita.

## Característiques
La natrouranospinita és un fosfat de fórmula química Na₂(UO₂)₂(AsO₄)₂·5H₂O. Cristal·litza en el sistema tetragonal. La seva duresa a l'escala de Mohs és 2,5.
Segons la classificació de Nickel-Strunz, la natrouranospinita pertany a «08.EB: Uranil fosfats i arsenats, amb ràtio UO₂:RO₄ = 1:1» juntament amb els següents minerals: autunita, heinrichita, kahlerita, novačekita-I, saleeïta, torbernita, uranocircita, uranospinita, xiangjiangita, zeunerita, metarauchita, rauchita, bassetita, lehnerita, metaautunita, metasaleeïta, metauranocircita, metauranospinita, metaheinrichita, metakahlerita, metakirchheimerita, metanovačekita, metatorbernita, metazeunerita, przhevalskita, metalodevita, abernathyita, chernikovita, metaankoleïta, trögerita, uramfita, uramarsita, threadgoldita, chistyakovaïta, arsenuranospatita, uranospatita, vochtenita, coconinoïta, ranunculita, triangulita, furongita i sabugalita.

## Formació i jaciments
Va ser descoberta al dipòsit d'urani de Bota-Burum, al llac Alakol, a la província d'Almati, al Kazakhstan. També ha estat descrita a l'Argentina, a la República Txeca, a França, a Alemanya, a l'Iran, als Estats Units i a Catalunya, concretament a la mina Eureka, a la localitat de Castell-estaó, al Pallars Jussà (Lleida).